# Oritsaari (ö i Finland, Södra Karelen, Imatra, lat 61,25, long 28,71)
Oritsaari är en ö i Finland. Den ligger i sjön Saimen och i kommunen Ruokolax i den ekonomiska regionen  Imatra ekonomiska region  och landskapet Södra Karelen, i den södra delen av landet, 230 km nordost om huvudstaden Helsingfors. Öns area är 77,5 hektar och dess största längd är 1,9 kilometer i nord-sydlig riktning.